# Sheffield United Football Club 2024-2025
Questa pagina raccoglie le informazioni riguardanti lo Sheffield United Football Club  nelle competizioni ufficiali della stagione 2024-2025.

## Divise e sponsor
Lo sponsor tecnico, per la stagione 2024-2025, è stata l'azienda italiana Erreà. 
| Casa | Trasferta | Terza maglia |

## Rosa
Rosa e numerazione sono aggiornati al 23 marzo 2025.
| N. |                                 | Ruolo | Calciatore               |
| -- | ------------------------------- | ----- | ------------------------ |
| 1  | Inghilterra (bandiera)          | P     | Michael Cooper           |
| 2  | Inghilterra (bandiera)          | D     | Alfie Gilchrist          |
| 3  | Inghilterra (bandiera)          | D     | Sam McCallum             |
| 4  | Inghilterra (bandiera)          | C     | Ollie Arblaster          |
| 5  | Inghilterra (bandiera)          | D     | Rob Holding              |
| 6  | Australia (bandiera)            | D     | Harry Souttar            |
| 7  | Inghilterra (bandiera)          | A     | Rhian Brewster           |
| 8  | Paesi Bassi (bandiera)          | C     | Gustavo Hamer            |
| 9  | Galles (bandiera)               | A     | Kieffer Moore            |
| 10 | Inghilterra (bandiera)          | C     | Callum O'Hare            |
| 11 | Inghilterra (bandiera)          | C     | Jesuran Rak-Sakyi        |
| 14 | Inghilterra (bandiera)          | D     | Harrison Burrows         |
| 15 | Bosnia ed Erzegovina (bandiera) | D     | Anel Ahmedhodžić         |
| 16 | Inghilterra (bandiera)          | D     | Jamie Shackleton         |
| 17 | Galles (bandiera)               | P     | Adam Davies              |
| 18 | Inghilterra (bandiera)          | D     | Harry Clarke             |
| 19 | Inghilterra (bandiera)          | D     | Jack Robinson (capitano) |

| N. |                        | Ruolo | Calciatore             |
| -- | ---------------------- | ----- | ---------------------- |
| 20 | Cile (bandiera)        | A     | Ben Brereton           |
| 21 | Brasile (bandiera)     | C     | Vinícius Souza         |
| 22 | Inghilterra (bandiera) | C     | Tom Davies             |
| 23 | Inghilterra (bandiera) | A     | Tyrese Campbell        |
| 24 | Bangladesh (bandiera)  | C     | Hamza Choudhury        |
| 26 | Inghilterra (bandiera) | D     | Jamal Baptiste         |
| 28 | Irlanda (bandiera)     | A     | Tom Cannon             |
| 29 | Mali (bandiera)        | C     | Ismaila Coulibaly      |
| 29 | Perù (bandiera)        | A     | Jefferson Cáceres      |
| 33 | Galles (bandiera)      | D     | Rhys Norrington Davies |
| 34 | Inghilterra (bandiera) | A     | Louie Marsh            |
| 35 | Inghilterra (bandiera) | C     | Andre Brooks           |
| 38 | Inghilterra (bandiera) | D     | Femi Seriki            |
| 39 | Scozia (bandiera)      | A     | Ryan Onè               |
| 42 | Inghilterra (bandiera) | C     | Sydie Peck             |
| 45 | Inghilterra (bandiera) | D     | Sai Sachdev            |

## Statistiche

### Statistiche di squadra
Statistiche aggiornate al 23 marzo 2025.
| Competizione | Punti   | In casa | In casa | In casa | In casa | In casa | In casa | In trasferta | In trasferta | In trasferta | In trasferta | In trasferta | In trasferta | Totale | Totale | Totale | Totale | Totale | Totale | DR  |
| Competizione | Punti   | G       | V       | N       | P       | Gf      | Gs      | G            | V            | N            | P            | Gf           | Gs           | G      | V      | N      | P      | Gf     | Gs     | DR  |
| ------------ | ------- | ------- | ------- | ------- | ------- | ------- | ------- | ------------ | ------------ | ------------ | ------------ | ------------ | ------------ | ------ | ------ | ------ | ------ | ------ | ------ | --- |
| Championship | 80 (-2) | 19      | 13      | 3       | 3       | 27      | 14      | 19           | 12           | 4            | 3            | 26           | 14           | 38     | 25     | 7      | 6      | 53     | 28     | +25 |
| FA Cup       | -       | 1       | 0       | 0       | 1       | 0       | 1       | -            | -            | -            | -            | -            | -            | 1      | 0      | 0      | 1      | 0      | 1      | -1  |
| League Cup   | -       | 1       | 1       | 0       | 0       | 4       | 2       | 1            | 0            | 0            | 1            | 0            | 1            | 2      | 1      | 0      | 1      | 4      | 3      | +1  |
| Totale       | -       | 21      | 14      | 3       | 4       | 31      | 17      | 20           | 12           | 4            | 4            | 26           | 15           | 41     | 26     | 7      | 8      | 57     | 32     | +25 |

### Andamento in campionato
| Giornata  | 1  | 2  | 3  | 4 | 5 | 6 | 7 | 8 | 9 | 10 | 11 | 12 | 13 | 14 | 15 | 16 | 17 | 18 | 19 | 20 | 21 | 22 | 23 | 24 | 25 | 26 | 27 | 28 | 29 | 30 | 31 | 32 | 33 | 34 | 35 | 36 | 37 | 38 | 39 | 40 | 41 | 42 | 43 | 44 | 45 | 46 |
| --------- | -- | -- | -- | - | - | - | - | - | - | -- | -- | -- | -- | -- | -- | -- | -- | -- | -- | -- | -- | -- | -- | -- | -- | -- | -- | -- | -- | -- | -- | -- | -- | -- | -- | -- | -- | -- | -- | -- | -- | -- | -- | -- | -- | -- |
| Luogo     | T  | C  | T  | C | T | C | T | C | C | T  | T  | C  | T  | T  | C  | T  | C  | C  | T  | T  | C  | T  | C  | C  | T  | T  | C  | T  | C  | T  | C  | C  | T  | C  | T  | C  | C  | T  | C  | T  | C  | T  | C  | T  | T  | C  |
| Risultato | V  | N  | N  | V | V | V | N | V | V | P  | P  | V  | V  | V  | V  | N  | V  | V  | N  | V  | V  | V  | P  | N  | P  | V  | V  | V  | P  | V  | V  | V  | V  | P  | V  | V  | N  | V  |    |    |    |    |    |    |    |    |
| Posizione | 10 | 14 | 11 | 8 | 6 | 5 | 6 | 3 | 2 | 4  | 5  | 4  | 3  | 2  | 2  | 3  | 2  | 1  | 1  | 1  | 1  | 1  | 2  | 2  | 3  | 3  | 2  | 2  | 2  | 2  | 2  | 2  | 2  | 2  | 2  | 2  | 2  | 2  |    |    |    |    |    |    |    |    |

Legenda:

Luogo: C = Casa; T = Trasferta. Risultato: V = Vittoria; N = Pareggio; P = Sconfitta.

### Statistiche dei giocatori
| Giocatore | Football League Championship | Football League Championship | Football League Championship | Football League Championship | FA Cup   | FA Cup | FA Cup      | FA Cup     | EFL Cup  | EFL Cup | EFL Cup     | EFL Cup    | Totale   | Totale | Totale      | Totale     |
| Giocatore | Presenze                     | Reti                         | Ammonizioni                  | Espulsioni                   | Presenze | Reti   | Ammonizioni | Espulsioni | Presenze | Reti    | Ammonizioni | Espulsioni | Presenze | Reti   | Ammonizioni | Espulsioni |
| --------- | ---------------------------- | ---------------------------- | ---------------------------- | ---------------------------- | -------- | ------ | ----------- | ---------- | -------- | ------- | ----------- | ---------- | -------- | ------ | ----------- | ---------- |

1. ↑  I giocatori i cui nomi sono in corsivo, sono stati ceduti ad altri club durante la stagione.